# メガメガミ
メガメガミは、日本の女性アイドルグループ。2018年に結成。ドメスチック！所属。2020年7月11日をもって解散。

## 概要
われらがプワプワプーワプワなどの女性アイドルグループをプロデュースするドメスチック！が運営するアイドルグループ。
2018年3月8日に結成された「イキナリ!?みならい女神さまっ」が同年7月19日に改名され、現在のグループ名となる。
結成当初のキャッチフレーズは、「イキナリアイドル！？イキナリ死亡！？イキナリみならい女神さまっ！？天界系青春アイドル」。

## 来歴

### 2018年
- 3月8日 - 西野愛望、桜葉ほのの、伊東柚夏の3人で「イキナリ⁉︎みならい女神さまっ」としてデビュー[注釈 1][1]。
- 5月26日 - 伊東が家庭の事情により卒業することを発表[2]。
- 7月9日 - 伊東が卒業。
- 7月11日 - 主催ライブにて笹倉琉美菜、大塚なぎさの2人が加入。4人体制となる。
- 7月19日 - グループ名を「メガメガミ」に変更。
- 8月27日 - 7月に卒業した伊東が新メンバーとして復帰。5人体制となる。
- 12月9日 - 渋谷Studio Freedomにて初ワンマンライブ『MEGA ENTROPY』開催。

### 2019年
- 4月23日 - 1stアルバム『アイドルサークル』を発売。
- 5月3日 - 『アイドルサークル』の発売記念感謝祭として、渋谷TSUTAYA O-nestにてワンマンライブ『MEGA ENTROPY2』開催[3]。
- 5月24日 - 伊東が事務所解雇。4人体制となる[4]。
- 6月27日 - 8月に行われる『TOKYO IDOL FESTIVAL 2019』への出演が決定[5]。
- 7月11日 - 7月24日より、新体制となることを発表[6]。
- 7月24日 - SHIBUYA THE GAMEにて『MEGANIFICENT STORY』開催。笹倉が活動を辞退[7]。大塚のTwitterアカウントが同日付で削除。小松あゆ、猫背なな、詩乃の3人が加入。5人体制となる。
- 8月2日 - 『TOKYO IDOL FESTIVAL 2019』に出演。
- 8月15日 - CHELSEA HOTEL SHIBUYAで単独公演を開催。
- 9月27日 - 初台DOORSにて新体制初となるワンマンライブ「熱量保存の神理」開催。また、翌年3月2日Shibuya O-WESTにてワンマンライブ開催を発表。
- 11月12日 - 体調不良により、詩乃が活動休止[8]。
- 12月7日 - 恵比寿CreAtoにて『メガティヌス騎士団復活祭』開催。

### 2020年
- 3月2日 - 渋谷TSUTAYA O-westにて4thワンマンライブ『ようこそシブヤ東京鬼殺CITY』開催。詩乃が脱退[9]。
- 6月30日 - 7月11日のワンマンライブをもって解散することを発表。
- 7月11日 - 品川THE GRAND HALLにてワンマンライブ『LAST LIVE』開催。グループは解散した。

## メンバー
| 名前                        | 愛称     | 誕生日  | 出身地 | カラー       | ファン愛称 | 備考                                                            |
| --------------------------- | -------- | ------- | ------ | ------------ | ---------- | --------------------------------------------------------------- |
| 西野 愛望 にしの あいみ     | あーみぃ | 6月18日 | 東京都 | メガレッド   | あいみ族   | - リーダー - 元D☆EGGS、Loveme Kissme。解散後situasion結成に参加 |
| 桜葉 ほのの さくらば ほのの | ほのの   | 10月7日 | 千葉県 | メガピンク   | のの族     | 解散後、桜木穂乃花に改名、airattic結成に参加                    |
| 小松 あゆ こまつ あゆ       | ゆんゆ   | 7月11日 | 東京都 | メガオレンジ |            | 解散後、杏優に改名、situasion結成に参加                         |
| 猫背 なな ねこせ なな       | ねこせ   | 1月13日 | 千葉県 | メガホワイト |            |                                                                 |

### 旧メンバー
| 名前                        | 愛称     | 誕生日   | 出身地 | カラー       | 卒業・脱退・解雇    |
| --------------------------- | -------- | -------- | ------ | ------------ | ------------------- |
| 伊東 柚夏 いとう ゆずか     | ゆずぽん | 9月9日   | 山形県 | メガイエロー | 2018年7月 2019年5月 |
| 笹倉 琉美菜 ささくら るみな | るみな   | 3月27日  | 埼玉県 | メガブルー   | 2019年7月           |
| 大塚 なぎさ おおつか なぎさ | なぎさ   | 11月28日 | 東京都 | メガグリーン | 2019年7月           |
| 詩乃 しの                   | しのぴ   | 4月2日   | 静岡県 | メガパープル | 2020年3月           |

## 作品
順位はオリコン週間ランキング最高位。

### アルバム
| # | タイトル         | 発売日        | 販売形態 | 収録曲 | 規格品番          | 形態                            | 順位 |
| - | ---------------- | ------------- | -------- | --- | ----------------- | ------------------------------- | ---- |
| 1 | アイドルサークル | 2019年4月23日 | CD・配信 | 1. 神さま！一生のお願いっ！ 2. キラキラヒカリタイマー 3. 世紀末（GOD）デスゲーム 4. 乙女悩まなっくす☆ 5. メガメガミVSジャイアントオタク 6. メガティヌス伝説 7. 秘密の少年少女 8. アイドルサークル | TOC-0004 TOC-0005 | 通常盤 タワーレコード渋谷店限定 | 27位 |

### 楽曲一覧
| #      | タイトル                       | 初披露日 | 備考                                  |
| 2018年 | 2018年                         | 2018年   | 2018年                                |
| ------ | ------------------------------ | -------- | ------------------------------------- |
| 1      | 神さま！一生のお願いっ！       | 3月8日   |                                       |
| 2      | キラキラヒカリタイマー         | 3月8日   |                                       |
| 3      | 世紀末（GOD）デスゲーム        | 3月16日  |                                       |
| 4      | 乙女悩まなっくす☆              | 5月9日   |                                       |
| 5      | メガメガミVSジャイアントオタク | 8月27日  | 「メガメガミ」としては初の楽曲。      |
| 6      | アイドルサークル               | 12月2日  | 2018年10月26日にYouTubeでMV公開。     |
| 7      | メガティヌス伝説               | 12月9日  | 初ワンマンライブにて披露。            |
| 8      | 秘密の少年少女                 | 12月9日  | 初ワンマンライブにて披露。            |
| 2019年 |                                |          |                                       |
| 9      | 眼駕眼駕魅夜露死苦             | 4月22日  | 1stアルバムリリースイベントにて披露。 |
| 10     | WAY TO NIGHT                   | 7月24日  |                                       |
| 11     | MEGANIFICENT STORY             | 7月24日  |                                       |
| 12     | VoltA                          | 8月15日  |                                       |
| 13     | ネリオンセゾーンシンディ       | 9月27日  |                                       |
| 14     | 約束のエルスタレム             | 12月7日  |                                       |
| 2020年 |                                |          |                                       |
| 15     | 鬼鬼鬼                         | 3月2日   |                                       |
| 16     | トウキョウサティスファイランド | 3月2日   |                                       |
| 17     | 空                             | 3月2日   | 桜葉ほののが作詞を担当。              |
| 18     | She is pop                     | 5月12日  |                                       |
| 19     | still underground              | 5月12日  |                                       |

## 出演

### ラジオ
- レコメン!（2018年11月21日、文化放送） - 西野、伊東、桜葉
- メガメガミVSジャイアントラジオ（2019年4月12日 - 4月26日、文化放送超A＆G+）[15]
- レコメン!（2019年4月24日、文化放送） - 西野、伊東、桜葉、笹倉